# Josif Dorfman
Josif Dorfman (Zjytomyr, 1 mei 1952) is een Franse schaker met FIDE-rating 2544 in 2017. Hij woont sinds 1990 in Frankrijk en heeft de Franse nationaliteit, maar is van origine afkomstig uit Oekraïne. Hij is sinds 1978 grootmeester (GM).
Dorfman's grootste succes was het gedeelde Russische kampioenschap van 1977. Hij was met Boris Gulko eerste voor Tigran Petrosjan, Lev Poloegajevski, Jefim Geller en Michail Tal. Hij was de secondant van Garri Kasparov in 1983 en 1984 en de trainer van Étienne Bacrot vanaf 1993.
Hij behaalde zijn eerste overwinningen in 1976 en 1977 in Rusland, maar won daarna nog meer internationale toernooien.
Dorfman werd in 1998 kampioen van Frankrijk en daar in 2000 tweede achter zijn leerling Bacrot. Hij speelde voor het Franse nationale team in de schaakolympiades van 1998, 2002 en 2004:
- in 1998, aan het 2e bord in de 33e Schaakolympiade in Elista (+3 –0 =6)
- in 2002, aan het 2e bord in de 35e Schaakolympiade in Bled (+1 –1 =8)
- in 2004, aan het 3e bord in de 36e Schaakolympiade in Calvià (+2 –0 =8)

## Externe koppelingen
- (en)   Informatie over schaakpartijen van Josif Dorfman op ChessGames.com
- (en)   Informatie over schaakpartijen van Josif Dorfman op 365chess.com
- (en)  FIDE-ratinggegevens voor Josif Dorfman